# Gens
Gens一套針對電視遊戲機－世嘉Mega Drive（MD）而發展的家用机模拟器軟件，其功能是讓使用者配合遊戲資料檔（Rom）在個人電腦上亦能執行到Mega Drive的遊戲，目前已有很高的開發完成度，支援大部份Mega Drive遊戲。2006年后Gens虽不断更新，不过仅支持32位的Linux和BSD。
Gens32則是Gens的延伸版本，是以Gens作者開放的Gens原始碼為基礎的模擬器。Gens32支援了32位元色彩模式、7z格式及LDU系統。Gens32作者為來自中國大陸的Dark Dancer，使得Gens32成為目前唯一致力提昇中文遊戲模擬度的模擬器。

## 參看
- 模拟器
- 家用机模拟器
- MD
- Kega Fusion